# Hidesaburō Ueno
Hidesaburō Ueno (上野 英三郎?, Ueno Hidesaburō; Tsu, 19 gennaio 1872 – Tokyo, 21 maggio 1925) è stato un agronomo giapponese, famoso in Giappone e in tutto il mondo per essere stato il proprietario del cane Hachikō.

## Biografia
Docente all'Università imperiale di Tokyo, sviluppò e insegnò in Giappone lo studio dell'agro-ingegneria del terreno arato, e inaugurò la specialità in tale campo di studio nell'ateneo della capitale giapponese.
Morì improvvisamente il 21 maggio 1925, stroncato da un ictus durante una lezione, all’età di 53 anni. Il suo cane Hachikō, di razza Akita, che tutte le mattine lo seguiva alla stazione di Shibuya accompagnandolo a prendere il treno per recarsi in università e tutti i pomeriggi andava ad attenderlo alla stazione all'orario in cui tornava, diventò famoso per la sua grande fedeltà, in quanto dopo la morte del suo padrone continuò a recarsi quotidianamente alla stazione, per quasi dieci anni, attendendo invano l'arrivo del padrone, finché non morì a sua volta, l'8 marzo 1935.
Il suo corpo fu sepolto nel cimitero di Aoyama, dove sono state tumulate anche alcune ossa di Hachikō, proprio accanto a lui. A entrambi è stata costruita una statua commemorativa.